# 云南蜜蜂花
云南蜜蜂花（学名：Melissa yunnanensis）为唇形科蜜蜂花属下的一个种。其种加词 yunnanensis 意为“云南的”。